# Circonscription d'Azilal-Demnate
La circonscription d'Azilal-Demnate est l'une des deux circonscriptions législatives marocaines de la province d'Azilal située en région Béni Mellal-Khénifra. Elle est représentée dans la Xe législature par Ibrahim El Mouhi, Khaled Tougougun et Abderrazzak Nait Bdou.

## Historique des députations
| Législature | Début de mandat  | Fin de mandat    | Députés élus | Députés élus              | Députés élus | Députés élus           | Députés élus | Députés élus                |
| ----------- | ---------------- | ---------------- | ------------ | ------------------------- | ------------ | ---------------------- | ------------ | --------------------------- |
| IXe         | 26 novembre 2011 | 7 octobre 2016   |              | Abdelghafour Ahrarad (PI) |              | Mohamed Ahrarad (PI)   |              | Essaid Ezzaazaa (RNI)       |
| Xe          | 8 octobre 2016   | 8 septembre 2021 |              | Khaled Tougougun (PJD)    |              | Ibrahim El Mouhi (PAM) |              | Abderrazzak Nait Bdou (PUD) |
| XIe         | 9 septembre 2021 | ?                |              | Abdelali Brouki (PI)      |              | Ibrahim Mjahed (PAM)   |              | Rachid Mansouri (RNI)       |

## Historique des élections

### Découpage électoral d'octobre 2011

#### Élections de 2011
| Parti | Parti                                                       | Voix  | %     | Député(s) élus  |
| ----- | ----------------------------------------------------------- | ----- | ----- | --------------- |
|       | Rassemblement national des indépendants (RNI)               | 4 341 | 13,26 | Essaid Ezzaazaa |
|       | Parti de l'Istiqlal (PI)                                    | 4 218 | 12,88 | Mohamed Ahrarad |
|       | Parti de l'action (PA)                                      | 3 508 | 10,72 | Brahim Tagount  |
|       | Parti du progrès et du socialisme (PPS)                     | 3 251 | 9,93  |                 |
|       | Mouvement populaire (MP)                                    | 2 992 | 9,14  |                 |
|       | Parti travailliste (PT)                                     | 2 827 | 8,64  |                 |
|       | Parti authenticité et modernité (PAM)                       | 2 689 | 8,21  |                 |
|       | Mouvement démocratique et social (MDS)                      | 2 207 | 6,74  |                 |
|       | Parti de l'environnement et du développement durable (PEDD) | 2 096 | 6,40  |                 |
|       | Union socialiste des forces populaires (USFP)               | 1 565 | 4,78  |                 |
|       | Parti de la justice et du développement (PJD)               | 1 247 | 3,81  |                 |
|       | Parti démocrate national (PDN)                              | 523   | 1,60  |                 |
|       | Parti socialiste (PS)                                       | 523   | 1,60  |                 |
|       | Front des forces démocratiques (FFD)                        | 510   | 1,56  |                 |
|       | Parti de la gauche verte (PGV)                              | 142   | 0,43  |                 |
|       | Parti du centre social (PCS)                                | 52    | 0,16  |                 |
|       | Parti marocain libéral (PML)                                | 34    | 0,10  |                 |
|       | Parti Al Ahd Addimocrati (AHD)                              | 12    | 0,04  |                 |

#### Élections de 2016
| Parti       | Parti                                         | Voix   | %      | Député(s) élus        |  |
| ----------- | --------------------------------------------- | ------ | ------ | --------------------- |  |
|             | Parti authenticité et modernité (PAM)         | 12 263 | 24,05  | Ibrahim El Mouhi      |  |
|             | Parti de la justice et du développement (PJD) | 8 716  | 17,10  | Khaled Tougougun      |  |
|             | Parti de l'unité et de la démocratie (PUD)    | 7 912  | 15,52  | Abderrazzak Nait Bdou |  |
|             | Parti de l'Istiqlal (PI)                      | 4 447  | 8,72   |                       |  |
|             | Rassemblement national des indépendants (RNI) | 4 041  | 7,93   |                       |  |
|             | Parti des Néo-Démocrates (PND)                | 3 955  | 7,76   |                       |  |
|             | Parti du progrès et du socialisme (PPS)       | 3 634  | 7,13   |                       |  |
|             | Union socialiste des forces populaires (USFP) | 2 559  | 2,87   |                       |  |
|             | Parti de la réforme et du développement (PRD) | 1 465  | 2,87   |                       |  |
|             | Mouvement populaire (MP)                      | 690    | 1,35   |                       |  |
|             | Fédération de la gauche démocratique (FGD)    | 647    | 1,27   |                       |  |
|             | Mouvement démocratique et social (MDS)        | 324    | 0,64   |                       |  |
|             | Front des forces démocratiques (FFD)          | 174    | 0,34   |                       |  |
|             | Parti de l'Espoir (PE)                        | 155    | 0,30   |                       |  |
|             |                                               |        |        |                       |  |
| Inscrits    | Inscrits                                      | 99 789 | 100,00 |                       |  |
| Abstentions | Abstentions                                   | 48 807 | 48,91  |                       |  |
| Exprimés    | Exprimés                                      | 50 982 | 51,09  |                       |  |

#### Élections de 2021
| Parti       | Parti                                         | Voix    | %      | Député(s) élus  |  |
| ----------- | --------------------------------------------- | ------- | ------ | --------------- |  |
|             | Parti authenticité et modernité (PAM)         | 26 478  | 32,46  | Ibrahim Mjahed  |  |
|             | Rassemblement national des indépendants (RNI) | 23 466  | 28,76  | Rachid Mansouri |  |
|             | Parti de l'Istiqlal (PI)                      | 12 178  | 14,93  | Abdelali Brouki |  |
|             | Union socialiste des forces populaires (USFP) | 9 098   | 11,15  |                 |  |
|             | Parti de la justice et du développement (PJD) | 4 334   | 5,31   |                 |  |
|             | Parti du progrès et du socialisme (PPS)       | 3 350   | 4,11   |                 |  |
|             | Parti de l'équité (PE)                        | 812     | 1,00   |                 |  |
|             | Mouvement populaire (MP)                      | 711     | 0,87   |                 |  |
|             | Parti du centre social (PCS)                  | 649     | 0,80   |                 |  |
|             | Parti socialiste unifié (PSU)                 | 507     | 0,62   |                 |  |
|             |                                               |         |        |                 |  |
| Inscrits    | Inscrits                                      | 111 407 | 100,00 |                 |  |
| Abstentions | Abstentions                                   | 29 824  | 26,77  |                 |  |
| Exprimés    | Exprimés                                      | 81 583  | 73,23  |                 |  |